# Lîpivka, Horodok
Lîpivka (în ucraineană Липівка) este un sat în comuna Bubnivka din raionul Horodok, regiunea Hmelnîțkîi, Ucraina.

## Demografie
Componența lingvistică a localității Lîpivka
     Ucraineană (99,65%)
Conform recensământului din 2001, majoritatea populației localității Lîpivka era vorbitoare de ucraineană (99,65%), existând în minoritate și vorbitori de alte limbi.